# Alice Walton
|  | Maskinoversættelse og/eller tvivlsomt indhold Denne sides indhold bærer præg af at være en maskinoversættelse og/eller meget dårligt og uklart formuleret. Det vurderes at sproget er så dårligt og eventuelt forkert eller til at misforstå, at det bør omskrives eller oversættes på ny. Du kan hjælpe med at oversætte til korrekt dansk i denne og lignende artikler. Hvis dette ikke sker inden for kort tid, kan en sletning komme på tale. Se evt. denne sides diskussionsside eller i artikelhistorikken. |

Alice Louise Walton (født 7. oktober 1949) er en amerikansk arving til familien Walmarts formue. I september 2016 ejede hun over 11 milliarder US dollars i Walmart-aktier.  I januar 2022 havde Walton en nettoværdi på 62,4 milliarder dollars, hvilket gør hende til den 20.-rigeste person og den næstrigeste kvinde i verden ifølge Bloomberg Billionaires Index . 

## Tidligt liv og uddannelse
Walton blev født i Newport, Arkansas.  Hun voksede op sammen med sine tre brødre i Bentonville, Arkansas og dimitterede fra Bentonville High School i 1966. Hun dimitterede fra Trinity University i San Antonio, Texas, med en bachelor i økonomi. 

## Karriere
Tidligt i sin karriere var Walton aktieanalytiker og pengeforvalter for First Commerce Corporation  og ledede investeringsaktiviteter hos Arvest Bank Group.  Hun var også mægler for EF Hutton.  I 1988 grundlagde Walton Llama Company, en investeringsbank, hvor hun var præsident, formand og administrerende direktør.  
Walton var den første person, der var formand for Northwest Arkansas Council og hun spillede en stor rolle i udviklingen af Northwest Arkansas Regional Airport, som åbnede i 1998.  På det tidspunkt fandt Northwest Arkansas Council et behov for den 109 millioner dollars dyre regionale lufthavn i deres hjørne af staten.  Walton gav $15 millioner i indledende finansiering af byggeriet.  Hendes virksomhed, Llama Company, tegnede en obligation på 79,5 millioner dollars.  Northwest Arkansas Regional Airport Authority anerkendte Waltons bidrag til oprettelsen af lufthavnen og kaldte terminalen Alice L. Walton Terminal Building.  Hun blev optaget i Arkansas Aviation Hall of Fame i 2001. 
I slutningen af 1990'erne lukkede Llama Co., og i 1998 flyttede Walton til en ranch i Millsap, Texas, ved navn Walton's Rocking W Ranch.    Walton satte gården til salg i 2015 og flyttede til Fort Worth, Texas, med henvisning til behovet for at fokusere på Crystal Bridges Museum of American Art, Bentonville, Arkansas, et kunstmuseum, hun grundlagde og som åbnede i 2011.   
I sin selvbiografi Made in America fra 1992 bemærkede Sam Walton, at Alice var "den mest lig mig - en maverick - men endnu mere flygtig end jeg er." 

## Kunst
Walton og hendes mor malede ofte akvareller på campingture.  Hendes interesse for kunst førte til, at Walton Family Foundation udviklede Crystal Bridges Museum of American Art i Bentonville, Arkansas .
I december 2004 købte Walton kunst solgt fra Daniel Fraads og Rita Fraads samling hos Sotheby's i New York. 
I 2005 købte Walton Asher Brown Durands berømte maleri, Kindred Spirits, på en forseglet auktion for en påstået pris 35 millioner dollars.  Maleriet fra 1849, en hyldest til Hudson River School- maleren Thomas Cole, var blevet givet til New York Public Library i 1904 af Julia Bryant, datter af den romantiske digter og New York-avisudgiver William Cullen Bryant, som er afbildet i maleriet med Cole.  Hun har også købt værker af amerikanske malere Winslow Homer og Edward Hopper, samt et bemærkelsesværdigt portræt af George Washington af Charles Willson Peale som forberedelse til åbningen af Crystal Bridges.  I 2009 købte Walton Norman Rockwells "Rosie the Riveter" for $4,9 millioner. 
Waltons forsøg på at holde op med at ryge inspirerede hende til at købe et maleri, der minder om et tidligere maleri af John Singer Sargent af Alfred Maurer, som forestiller en kvinde i fuld længde, der ryger. 
I et interview fra 2011 talte hun om at erhverve sig store værker af andre kunstnere. Hun beskrev Marsden Hartley som "en af mine yndlingskunstnere - han var en meget kompleks fyr, noget forpint, men en meget spirituel person, og jeg elsker det emotionelle og følelsen og spiritualiteten i hans arbejde". Hun fortsatte med at sige "og Andrew Wyeth - mysteriet og ensomheden, der kommer til udtryk. Hvordan maler man ensomhed?" 

## Politiske bidrag
Alice Walton var den 20. største individuelle bidragyder til 527 kongresmedlemmer ved det amerikanske præsidentvalg i 2004, og donerede 2,6 millioner USD til den konservative partigruppe Progress for America . I januar 2012 bidrog Walton med $200.000 til Restore Our Future, super-PAC'en forbundet med Mitt Romneys præsidentkampagne.  Alice donerede $353.400 til Hillary Victory Fund, en fælles fundraising-komité, der støtter Clinton og andre demokrater, i 2016. 

## Personligt liv
Walton giftede sig med en fremtrædende Louisiana investeringsbankmand i 1974 i en alder af 24, men de blev skilt 2½ år senere. Ifølge Forbes giftede hun sig med "entreprenøren, der byggede hendes swimmingpool" kort efter, "men de blev også skilt hurtigt".   
Walton har været involveret i flere bilulykker. Hun mistede kontrollen over en lejet Jeep under en Thanksgiving-familiesammenkomst i 1983 nær Acapulco og styrtede ned i en kløft og knuste hendes ben. Hun blev fløjet ud af Mexico og gennemgik mere end 20 operationer og hun lider nu af langvarige smerter fra sine skader.   I april 1989 påkørte og dræbte hun den 50-årige Oleta Hardin, som var trådt ud på en vej i Fayetteville, Arkansas.  Vidner oplyste, at Walton kørte med for høj fart på det tidspunkt, men der blev ikke rejst tiltale.  I 1998 ramte hun en gasmåler, mens hun kørte i spirituspåvirket tilstand, hvorfor hun betalte en bøde på $925.  